# Sommer-Paralympics 2004/Rollstuhltennis
Bei den Sommer-Paralympics 2004 in Athen wurden in insgesamt sechs Wettbewerben im Rollstuhltennis Medaillen vergeben.
Die Entscheidungen fielen zwischen dem 19. und 26. September 2004 im Olympia-Sportkomplex Athen.

## Klassen
Bei den paralympischen Tenniswettbewerben mussten Athleten mindestens in einem Bein massive Funktionseinschränkungen haben. Athleten, die an drei oder vier Gliedmaßen behindert sind (Quadriplegiker), starteten gemischt. Die Wettbewerbe für Quadriplegiker wurden erstmals ausgetragen.

## Ergebnisse

### Männer

#### Einzel
| Platz | Land               | Spieler              |
| ----- | ------------------ | -------------------- |
| 1     | Niederlande        | Robin Ammerlaan      |
| 2     | Australien         | David Hall           |
| 3     | Frankreich         | Michaël Jeremiasz    |
| 4     | Vereinigte Staaten | Stephen Welch        |
| 5     | Österreich         | Martin Legner        |
| 5     | Polen              | Tadeusz Kruszelnicki |
| 5     | Japan              | Shingo Kunieda       |
| 5     | Japan              | Satoshi Saida        |

#### Doppel
| Platz | Land                   | Spieler                                |
| ----- | ---------------------- | -------------------------------------- |
| 1     | Japan                  | Shingo Kunieda Satoshi Saida           |
| 2     | Frankreich             | Michaël Jeremiasz Lahcen Majdi         |
| 3     | Australien             | Anthony Bonaccurso David Hall          |
| 4     | Niederlande            | Robin Ammerlaan Eric Stuurman          |
| 5     | Schweden               | Stefan Olsson Peter Vikström           |
| 5     | Vereinigte Staaten     | Stephen Welch John Greer               |
| 5     | Polen                  | Tadeusz Kruszelnicki Piotr Jaroszewski |
| 5     | Vereinigtes Königreich | Simon Hatt Jayant Mistry               |

### Frauen

#### Einzel
| Platz | Land                   | Spielerin           |
| ----- | ---------------------- | ------------------- |
| 1     | Niederlande            | Esther Vergeer      |
| 2     | Niederlande            | Sonja Peters        |
| 3     | Australien             | Daniela Di Toro     |
| 4     | Frankreich             | Florence Gravellier |
| 5     | Vereinigtes Königreich | Kay Forshaw         |
| 5     | Thailand               | Sakhorn Khanthasit  |
| 5     | Deutschland            | Britta Siegers      |
| 5     | Schweiz                | Sandra Kalt         |

#### Doppel
| Platz | Land               | Spielerinnen                                |
| ----- | ------------------ | ------------------------------------------- |
| 1     | Niederlande        | Maaike Smit Esther Vergeer                  |
| 2     | Thailand           | Sakhorn Khanthasit Chanungarn Techamaneewat |
| 3     | Schweiz            | Karin Suter-Erath Sandra Kalt               |
| 4     | Japan              | Chiyoko Ohmae Mie Yaosa                     |
| 5     | Niederlande        | Jiske Griffioen Sonja Peters                |
| 5     | Frankreich         | Armelle Fabre Florence Gravellier           |
| 5     | Vereinigte Staaten | Sharon Clark Kaitlyn Verfuerth              |
| 5     | Südkorea           | Hong Young-suk Hwang Myung-hee              |

### Quadriplegiker

#### Einzel
| Platz | Land                   | Spieler/innen   |
| ----- | ---------------------- | --------------- |
| 1     | Vereinigtes Königreich | Peter Norfolk   |
| 2     | Vereinigte Staaten     | David Wagner    |
| 3     | Niederlande            | Bas van Erp     |
| 4     | Vereinigte Staaten     | Nick Taylor     |
| 5     | Israel                 | Shraga Weinberg |
| 5     | Kanada                 | Sarah Hunter    |
| 5     | Vereinigtes Königreich | Mark Eccleston  |
| 5     | Niederlande            | Monique de Beer |

#### Doppel
| Platz | Land                   | Spieler                            |
| ----- | ---------------------- | ---------------------------------- |
| 1     | Vereinigte Staaten     | David Wagner Nick Taylor           |
| 2     | Vereinigtes Königreich | Mark Eccleston Peter Norfolk       |
| 3     | Niederlande            | Monique de Beer Bas van Erp        |
| 4     | Kanada                 | Sarah Hunter Brian McPhate         |
| 5     | Japan                  | Masao Takashima Hiroshi Toma       |
| 5     | Italien                | Antonio Raffaele Giuseppe Polidori |

## Medaillenspiegel
| Platz | Land                   | G | S | B | Gesamt |
| ----- | ---------------------- | - | - | - | ------ |
| 01    | Niederlande            | 3 | 1 | 2 | 6      |
| 02    | Vereinigtes Königreich | 1 | 1 | – | 2      |
| 02    | Vereinigte Staaten     | 1 | 1 | – | 2      |
| 04    | Japan                  | 1 | – | – | 1      |
| 05    | Australien             | – | 1 | 2 | 3      |
| 06    | Frankreich             | – | 1 | 1 | 2      |
| 07    | Thailand               | – | 1 | – | 1      |
| 08    | Schweiz                | – | – | 1 | 1      |